# Коз, Дэйв
Дэйв Коз (англ. Dave Koz; род. 27 марта 1963, Энсино, Калифорния) — американский саксофонист eврейского происхождения, исполняющий музыку в стиле джаз и смус-джаз. Сотрудничал со многими известными исполнителями в разные годы. Кроме карьеры музыканта также вёл собственное радиошоу в течение долгого времени. 22 сентября 2009 года был удостоен собственной звезды на Голливудской «Аллее славы». 

## Дискография

### Альбомы
| Год                                        | Альбом                              | Позиция в чарте | Позиция в чарте |
| Год                                        | Альбом                              | Hot 200         | Jazz            |
| ------------------------------------------ | ----------------------------------- | --------------- | --------------- |
| 1990                                       | Dave Koz                            | 129             | —               |
| 1993                                       | Lucky Man                           | 176             | —               |
| 1996                                       | Off the Beaten Path                 | 182             | —               |
| 1996                                       | Live in Trinidad                    | —               | —               |
| 1997                                       | December Makes Me Feel This Way     | —               | —               |
| 1999                                       | The Dance                           | 190             | 3               |
| 2001                                       | A Smooth Jazz Christmas             | 140             | 3               |
| 2002                                       | Golden Slumbers: A Father’s Lullaby | —               | —               |
| 2003                                       | Saxophonic                          | —               | 2               |
| 2005                                       | Golden Slumbers: A Father’s Love    | —               | —               |
| 2007                                       | At the Movies                       | 8               | 2               |
| 2007                                       | Memories of a Winter’s Night        | —               | 7               |
| 2008                                       | Greatest Hits                       | 184             | 3               |
| 2010                                       | Hello Tomorrow                      | 104             | 1               |
| «—» означает, что альбом не попал в чарты. |                                     |                 |                 |

### Совместные синглы
- Castle of Dreams, (1990)
- Emily, (1990)
- Nothing But the Radio On, (1990)
- You Make Me Smile, (1993)
- Faces of the Heart (General Hospital Theme Song), (1993)
- Lucky Man, (1994)
- Together Again, (1999)
- Careless Whisper, (2000)
- Somewhere/Summer of '42', (2006)
- It Might Be You, (2007)

### Синглы
| Год  | Сингл                      | Позиция в чарте | Позиция в чарте         | Позиция в чарте |
| Год  | Сингл                      | U.S. Hot 100    | U.S. Adult Contemporary | Джаз            |
| ---- | -------------------------- | --------------- | ----------------------- | --------------- |
| 1990 | «Emily»                    | —               | —                       | —               |
| 1991 | «Castle of Dreams»         | —               | 13                      | —               |
| 1991 | «Nothing But the Radio On» | —               | 20                      | —               |
| 1993 | «You Make Me Smile»        | —               | 20                      | —               |
| 1993 | «Faces of the Heart»       | —               | —                       | —               |
| 1994 | «Lucky Man»                | —               | —                       | —               |
| 1999 | «Together Again»           | —               | —                       | —               |
| 2000 | «Careless Whisper»         | —               | —                       | 30              |
| 2000 | «Know You by Heart»        | —               | —                       | 26              |
| 2006 | «Somewhere/Summer of ’42»  | —               | —                       | —               |
| 2007 | «The Pink Panther Theme»   | —               | —                       | 27              |
| 2007 | «It Might Be You»          | —               | —                       | —               |
| 2007 | «White Christmas»          | —               | —                       | 22              |
| 2008 | «Life in the Fast Lane»    | —               | —                       | 1               |
| 2008 | «White Christmas»          | —               | —                       | 14              |
| 2010 | «And Then I Knew»          | —               | —                       | 13              |
| 2010 | «Put The Top Down»         | —               | —                       | 1               |
| 2011 | «Starting Over Again»      | —               | —                       | 1               |
| 2011 | «Anything’s Possible»      | —               | —                       | 1               |